# A Bastard’s Tale
A Bastard's Tale — это 2D экшен-видеоигра, изданная в 2015 году шведской студией No Pest Productions для PlayStation 4 и Microsoft Windows.

## Игровой процесс
Игра представляет собой сложный экшн с упором на тактические сражения. Игрок управляет рыцарем, продвигающимся через различные уровни, сражаясь с противниками с помощью меча и щита. Боевая система выделяется своей требовательностью: для успешного отражения атак врагов необходимо точно блокировать удары с разных сторон. Сражения требуют хорошей реакции и внимательности, так как каждое столкновение может закончиться поражением игрока, если он допустит ошибку. Боевая система в игре уникальна и отличается высокой сложностью. Игрок может блокировать удары и атаковать врагов в трех направлениях: сверху, слева и справа. Это делает сражения тактическими, так как необходимо учитывать направление атаки каждого врага и правильно выбирать момент для защиты и контратаки. Игрок перемещается по нескольким уровням, каждый из которых предлагает новые вызовы и более сложных противников. Противники отличаются своими атаками и тактиками, что требует от игрока адаптации к различным стилям боя. Проигрыш в бою приводит к началу уровня, что подчеркивает хардкорную природу игры. В игре нет возможности свободного сохранения прогресса, что увеличивает напряжение и сложность. Здоровье можно восстановить, только находя определённые точки восстановления, что делает стратегическое планирование ещё более важным аспектом игрового процесса. "A Bastard's Tale" известна своей высокой степенью сложности, требующей от игрока внимательного подхода к каждому бою. Даже незначительная ошибка может привести к гибели персонажа